# Mississippi mud pie

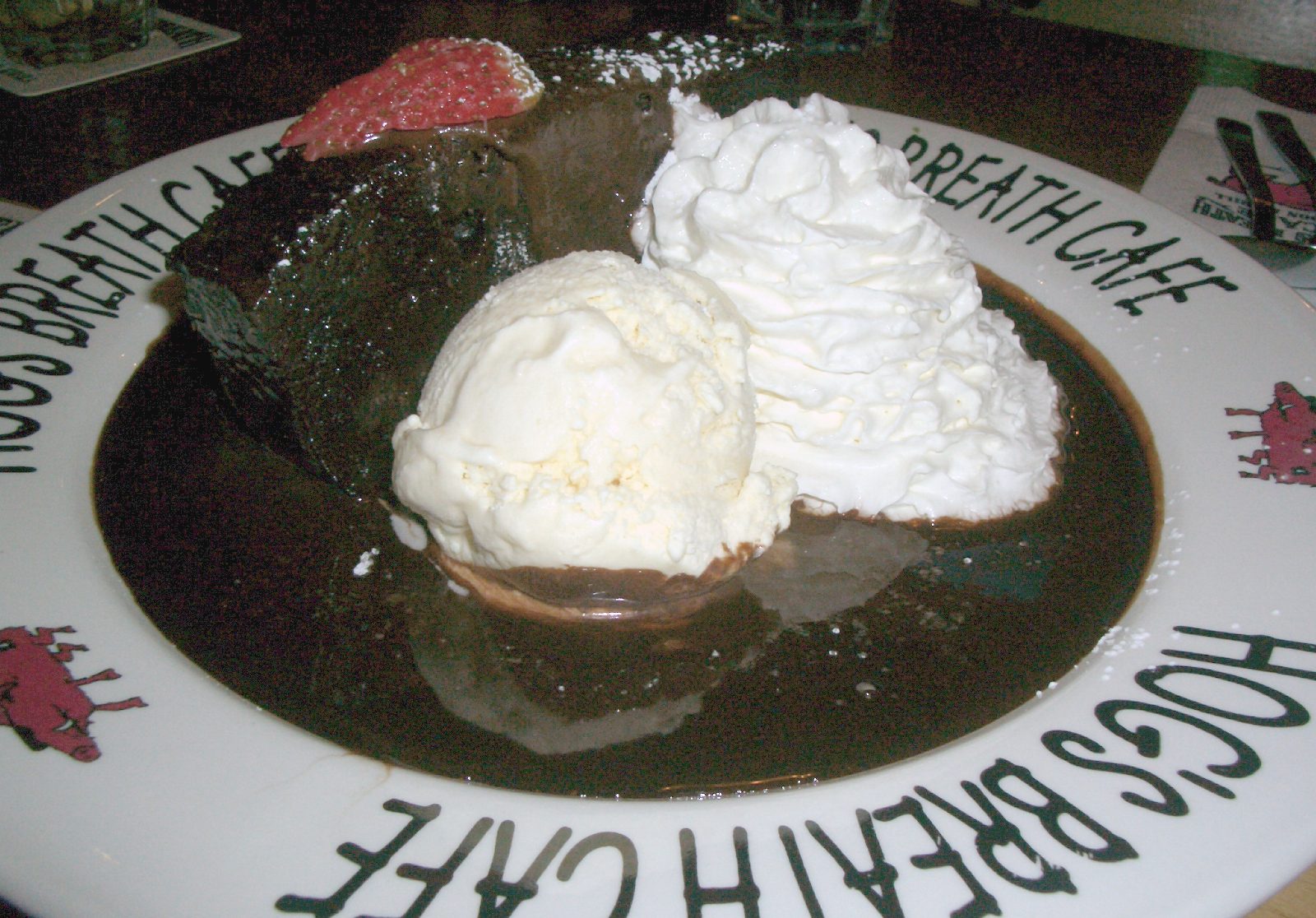
Mud pie avec de la glace, de la crème fouettée et des fraises.

Le Mississippi mud pie, littéralement tarte à la boue du Mississippi, est un dessert américain provenant du Mississippi et, plus largement, du sud des États-Unis. On peut aussi le trouver sous les dénominations Mississippi mud cake, chocolate mud cake ou encore chocolate mud pie.
Comme son nom l'indique, ce dessert tient son nom de son aspect, plus riche et plus dense qu'un gâteau au chocolat normal, qui fait penser aux rives boueuses du Mississippi.
Ce dessert est considéré comme facile à réaliser[réf. nécessaire].

## Histoire
Le Mississippi mud cake serait une variante du brownie et du fudge qui existaient déjà aux États-Unis. Il aurait émergé, selon des sources divergentes, au début des années 1800, ou bien plus tard entre les années 1970 et 1980.
Sa richesse et sa densité atypique le rapprochent beaucoup du kladdkaka, un gâteau d'origine suédoise aussi appelé « le brownie suédois », lui aussi servi avec de la crème fouettée ou de la glace à la vanille.

## Recette
Il convient de commencer par prendre de la glace au café qu'il faut alors mettre dans un plat de forme ronde. Si souhaité, il est possible de mettre une fine gaufre au chocolat dessous.
Ensuite, il faut  placer le plat au congélateur puis le sortir à nouveau. On verse ensuite dessus du fudge, puis on couvre le gâteau d'un film plastique alimentaire. Enfin, il faut remettre à nouveau la préparation au congélateur.